# Samara de Mtskheta
Samara de Mtskheta est un roi semi-légendaire de Karthli du IVe siècle av. J.-C. (335–322 av. J.-C.)
Selon la Chronique du prince Vakhoucht Bagration l'Historien, fils du roi Vakhtang VI de Karthli, publiée au début du XVIIIe siècle et étudiée par Marie-Félicité Brosset dans son Histoire de la Géorgie, Samar ou Samara, descendant du mythique Karthlos, est le mamasakhils ou mamasaklhissi d'une tribu géorgienne établie autour de Mtskheta. Il aurait été tué par les Macédoniens lors de la très hypothétique invasion du Caucase par Alexandre le Grand et remplacé par un « patrice » macédonien nommé Azon.
Son frère, dont le nom n'est pas précisé, aurait été massacré en même temps que lui, pendant que son épouse, peut-être une Perse originaire d'Ispahan, se réfugie dans les montagnes avec ses trois enfants, deux filles et un garçon, le futur roi Pharnabaze Ier. Ce dernier recouvre l'héritage de ses ancêtres après des aventures merveilleuses.